# Салафия, Альфредо
Альфре́до Салафи́я (итал. Alfredo Salafia; 7 ноября 1869, Палермо, Сицилия, Италия — 31 января 1933, там же) — итальянский химик, специалист по бальзамированию.

## Биография
Родился и провёл большую часть жизни на Сицилии. Разработал метод сохранения органической материи без использования ядовитых материалов (таких как мышьяк или ртуть). В 1900 году получил разрешение экспериментировать над трупами в анатомической школе профессора Рандаччо (итал. Prof. Randaccio). Результаты были столь успешными, что в 1902 году Салафию привлекли для повторного бальзамирования тела премьер-министра Италии Франческо Криспи, умершего 12 августа 1901 года в Неаполе — причём тело было доставлено в Палермо в плохом состоянии.
Успех восстановления останков Криспи привлёк к Салафии внимание прессы и влиятельных персон. Среди забальзамированных Салафией тел упоминаются останки кардинала Микеланджело Челезиа (итал. Michelangelo Celesia), сенатора Джакомо Арно  (итал. Giacomo Armò), издателя Сальваторе Бьондо (итал. Salvatore Biondo), этнографа Джузеппе Питре. В 1910 году Салафия был приглашён в США, где публично продемонстрировал свои методы в медицинском колледже «Эклектик» (англ. Eclectic Medical College).
В декабре 1920 года Салафия выполнил самую известную свою работу, забальзамировав тело двухлетней Розалии Ломбардо, умершей 6 декабря того же года. Ныне репортёры описывают её как «самую красивую мумию в мире» (итал. mummia più bella del mondo). Остались нетленными не только мягкие ткани лица девочки, но и глазные яблоки, ресницы и волосы, а также головной мозг и внутренние органы (это открылось при исследовании с помощью томографа). Гроб, хранящийся в специальной часовне в палермских катакомбах капуцинов, изолирован свинцовой фольгой и опечатан воском для полной герметичности.

## Реконструкция метода
В конце XX века работы Салафии были исследованы палеопатологом из Мессины Дарио Пьомбино Маскали (итал. Dario Piombino Mascali), заявившим, что ему удалось раскрыть рецепты знаменитого бальзамировщика по найденному незадолго до этого дневнику Салафии. В состав его бальзамирующего раствора входят формалин, спирт, глицерин, соли цинка, салициловая кислота и некоторые другие реактивы; раствор подаётся под давлением через артерию и расходится по кровеносным сосудам по телу. Метод был с успехом применён на практике.